# Vostotchnoïe Izmaïlovo
Vostotchnoïe Izmaïlovo (Муниципальный округ Восточное Измайлово, « Izmaïlovo Est ») est un district municipal de Moscou, dépendant du district administratif est.
Comme son nom l'indique, il occupe la partie est du village d'Izmaïlovo, lequel est déjà connu au XVe siècle. Ce toponyme dérivé du nom de son propriétaire, un Turc nommé Izmaïl.
Dès le XVIe siècle, il est devenu la propriété de la famille de boyards de la maison Romanov qui en firent un domaine privé. Par la suite, le nom Izmaïlovo a été étendu à l'ensemble de la zone au nord et à l'est de la ville.
Izmaïlovo est devenu une partie du territoire de Moscou en 1935, puis le district fut desservi par le métro en 1961.

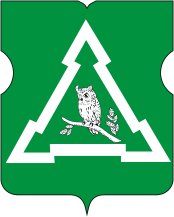
Armes du district
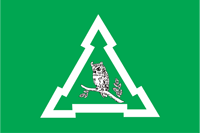
Drapeau du district